# César Géloso
Pour les articles homonymes, voir Géloso.
Césare Déogracias Raymond Géloso, né le 22 mars 1867 à Bilbao et mort en 1960, est un pianiste et compositeur français d'origine italienne.

## Biographie
César Géloso est le fils de François Géloso (1826-1905), artiste peintre, et de Pénélope Assunta Genovieva Bigazzi (1846-1915), pianiste.
Il épouse en 1892 à Bordeaux Catherine Jeanne Granges, professeure de dessin et artiste peintre. 
Pianiste comme sa mère, il accompagne très souvent le quatuor Géloso, créé par son frère violoniste Albert Géloso. Il compose 35 opus dont une vingtaine sont publiés entre 1894 et 1927.
Veuf en 1911, il épouse en secondes noces une musicienne anglaise, Dorothy Dorning, le 15 mars 1913, dont il aura deux enfants.
Il dispense des cours à son domicile de l'avenue Mozart.
En janvier 1907, le grade de Chevalier de la Légion d'Honneur à titre d'étranger lui est attribué. Il est naturalisé français par décret du 17 août 1907. 
En 1927, il devient le directeur du Conservatoire à rayonnement régional de Versailles. Il quitte sa fonction en 1931.
À son domicile du Chesnay, il s'adonne à l'élevage de Sealyham Terriers.
Son portrait intitulé "Cesare Geloso, pianiste", a été dessiné par Alice Kaub.
Son fils André Raymond (1914-2014) retrace sa vie familiale dans une biographie intitulée L'Anglais de Serques.